# Danmarks Næste Topmodel (mùa 6)
Mùa thứ sáu của Danmarks Næste Topmodel. Sau năm mùa liên tiếp, Caroline Fleming đã rời vai trò host của mình và được thay thế bởi Cecilie Lassen. Mùa giải này, bao gồm 13 thí sinh và là mùa duy nhất có các thí sinh nam tham gia. Mùa này bắt đầu vào ngày 2 tháng 9 năm 2015. Không có điểm đến quốc tế nào trong mùa này.
Người chiến thắng của mùa này là Daniel Kildevæld-Madsen, 16 tuổi từ Østbirk. Anh giành được giải thưởng gồm một hợp đồng người mẫu với Unique Models, lên ảnh bìa cùng 6 trang biên tập cho tạp chí Cover và một hợp đồng quảng cáo cho Beauté Pacifique trong 2 năm.

## Các thí sinh
(Tuổi tính từ ngày dự thi)
| Thí sinh | Thí sinh                | Tuổi | Chiều cao               | Quê quán    | Bị loại ở | Hạng  |
| -------- | ----------------------- | ---- | ----------------------- | ----------- | --------- | ----- |
|          | Kamilla Sørensen        | 17   | 1,79 m (5 ft 10+1⁄2 in) | Skive       | Tập 2     | 13    |
|          | Gustav Pedersen         | 18   | 1,83 m (6 ft 0 in)      | Stenstrup   | Tập 3     | 12    |
|          | Issa Sultan             | 20   | 1,95 m (6 ft 5 in)      | Allerød     | Tập 4     | 11–10 |
|          | Julia Holch             | 17   | 1,75 m (5 ft 9 in)      | Helsingør   | Tập 4     | 11–10 |
|          | Simone Pallesen         | 22   | 1,72 m (5 ft 7+1⁄2 in)  | Copenhagen  | Tập 5     | 9     |
|          | Lukas Anker             | 17   | 1,89 m (6 ft 2+1⁄2 in)  | Fredericia  | Tập 6     | 8     |
|          | Kenni Nielsen           | 22   | 1,85 m (6 ft 1 in)      | Esbjerg     | Tập 7     | 7     |
|          | Helene Hansen           | 20   | 1,79 m (5 ft 10+1⁄2 in) | Odense      | Tập 8     | 6     |
|          | Thea Brandi             | 16   | 1,75 m (5 ft 9 in)      | Fjerritsliv | Tập 9     | 5–4   |
|          | Thomas Kahle            | 18   | 1,89 m (6 ft 2+1⁄2 in)  | Hørsholm    | Tập 9     | 5–4   |
|          | Mark Appadoo            | 22   | 1,85 m (6 ft 1 in)      | Copenhagen  | Tập 10    | 3     |
|          | Malle Turpie            | 16   | 1,81 m (5 ft 11+1⁄2 in) | Farum       | Tập 10    | 2     |
|          | Daniel Kildevæld-Madsen | 16   | 1,90 m (6 ft 3 in)      | Østbirk     | Tập 10    | 1     |

1. ↑  Tên Issa được thay thế bằng tên họ của anh là Sultan trong chương trình.

## Các tập

### Tập 1
Khởi chiếu: 2 tháng 9 năm 2015
18 thí sinh bán kết được đưa tới phòng đánh giá để bắt đầu cuộc thi. Họ đã được gặp ban giám khảo và đã có một buổi phỏng vấn với họ. Sau khi tất cả đã phỏng vấn xong, ban giám khảo đã quyết định sẽ chia tay 2 thí sinh ra khỏi cuộc thi.
Ngày hôm sau, 16 thí sinh còn lại đã được đưa đi kiểm tra sức khỏe trước khi có buổi chụp hình toàn thân tự nhiên trong 1 lần bấm máy. Vào buổi đánh giá đầu tiên, 12 thí sinh đã được chọn và sẽ bước vào cuộc thi, nhưng sau đó thì ban giám khảo quyết định chọn thêm Gustav là thí sinh thứ 13 sau khi rơi vào cuối bảng với Sultan.
- Khách mời đặc biệt: Sarah Kildevæld-Madsen

### Tập 2
Khởi chiếu: 9 tháng 9 năm 2015
13 thí sinh được di chuyển tới căn hộ của mình. Ngày hôm sau, họ được đưa tới tiệm salon Schwarzkopf của Gun-Britt Coiffure cho diện mạo mới của mình.
Ngày tiếp theo, họ đã có buổi chụp hình tiếp theo hóa thân thành vận động viên thể thao. Vào buổi đánh giá ngày hôm sau, Daniel là người có tấm ảnh đẹp nhất tuần còn Kamilla là thí sinh đầu tiên bị loại.
- Khách mời đặc biệt: Gun-Britt Coiffure

### Tập 3
Khởi chiếu: 16 tháng 9 năm 2015
12 thí sinh còn lại đã có thử thách casting cho Arla Cheasy theo cặp và kết quả là Mark, Helene, Julia, Sultan, Simone & Malle là 6 người làm tốt nhất nên sẽ bước vào thử thách chụp hình quảng cáo cho sản phẩm theo cặp, Malle & Simone chiến thắng thử thách và ảnh của họ sẽ được xuất hiện trong chiến dịch quảng cáo cho Arla Cheasy. Quay lại căn hộ, họ đã được xem một đoạn phim Saturday Night Fever là gợi ý cho buổi chụp hình ngày mai.
Ngày hôm sau, Cecilie đến đánh thức các thí sinh để dạy cho họ một vài điệu nhảy disco trước khi họ có buổi chụp hình tiếp theo hóa thân thành vũ công disco. Vào buổi đánh giá ngày tiếp theo, Malle là người có tấm ảnh đẹp nhất tuần còn Gustav là thí sinh tiếp theo bị loại.

### Tập 4
Khởi chiếu: 23 tháng 9 năm 2015
11 thí sinh còn lại đã có buổi học từ Cecilie về cách thân mật với người mẫu khác trong buổi chụp hình trước khi có thử thách nhỏ tạo dáng với theo cặp như một cặp đôi.
Ngày hôm sau, họ đã được đưa tới bãi biển Tisvildeleje cho buổi chụp hình tiếp theo trong áo tắm theo cặp. Vào buổi đánh giá ngày tiếp theo, Thomas là người có tấm ảnh đẹp nhất tuần còn Julia là thí sinh tiếp theo bị loại và ngay sau đó, Sultan cũng là thí sinh thứ hai bị loại.

### Tập 5
Khởi chiếu: 30 tháng 9 năm 2015
9 thí sinh còn lại đã có một buổi học thể hiện sự nổi loạn từ Oliver trước khi họ được đưa đến khu vực graffiti cho buổi chụp hình tiếp theo theo phong cách nổi loạn trên đường phố.
Ngày hôm sau, họ đã có một buổi tập catwalk với Claudia Sorrentino trước khi bước vào buổi đánh giá tiếp theo, Thea là người có tấm ảnh đẹp nhất tuần còn Simone là thí sinh tiếp theo bị loại.
- Nhiếp ảnh gia: Sean McMenomy
- Khách mời đặc biệt: Oliver Bjerrehuus, Claudia Sorrentino, Charlie Bredal, Jakob Bertelsen

### Tập 6
Khởi chiếu: 7 tháng 10 năm 2015
8 thí sinh còn lại đã có một buổi casting cho Beauté Pacifique, kết quả là Helene, Malle & Kenni là 3 người làm tốt nhất nên sẽ được xuất hiện trong chiến dịch quảng cáo Beauté Pacifique, trong khi các thí sinh còn lại được kiểm tra làn da của mình tại căn hộ.
Ngày hôm sau, họ được đưa tới một con tàu chiến cho buổi chụp hình tiếp theo hóa thân thành người thủy thủ trên thuyền. Vào buổi đánh giá ngày tiếp theo, Lukas & Kenni rơi vào cuối bảng nhưng Cecilie đã đưa tấm ảnh cho cả hai và nói với Lukas rằng anh là người có tấm ảnh đẹp nhất tuần nhưng anh cũng sẽ là thí sinh tiếp theo bị loại.
- Nhiếp ảnh gia: Bjarke Johansen
- Khách mời đặc biệt: Amalie Andersen

### Tập 7
Khởi chiếu: 14 tháng 10 năm 2015
7 thí sinh còn lại đã có một buổi học tạo dáng với Cecilie trước khi có thử thách chụp hình theo kiểu động vật trong sở thú, Daniel chiến thắng thử thách và nhận được 1 chiếc máy ảnh từ Canon.
Ngày hôm sau, các chàng trai và cô gái đã có một buổi quay video âm nhạc cho rapper Oliver Kesi, Sig mit navn. Vào buổi đánh giá ngày tiếp theo, Mark là người có màn thể hiện tốt nhất tuần còn Kenni là thí sinh tiếp theo bị loại.
- Khách mời đặc biệt: Oliver Kesi

### Tập 8
Khởi chiếu: 21 tháng 10 năm 2015
6 thí sinh còn lại đã có buổi học thể hiện biểu cảm gương mặt trước khi tham gia vào thử thách casting cho Ellos, Daniel & Helene chiến thắng thử thách và ảnh của họ sẽ được xuất hiện trong chiến dịch quảng cáo cho Ellos.
Ngày hôm sau, họ đã có buổi chụp hình tiếp theo hóa thân thành nhà thơ trong khi đang dắt một bầy chó đi dạo. Vào buổi đánh giá ngày tiếp theo, Malle là người có tấm ảnh đẹp nhất tuần còn Helene là thí sinh tiếp theo bị loại.
- Nhiếp ảnh gia: Nicky De Silva
- Khách mời đặc biệt: Trine Rönsböl, Christina Mohlin

### Tập 9
Khởi chiếu: 28 tháng 10 năm 2015
5 thí sinh đã có thử thách casting cho 3 nơi: nhà thiết kế David Andersen, Sand Copenhagen & quản lí người mẫu D1 Models ở Luân Đôn. Kết quả là Malle chiến thắng thử thách và nhận được một chiếc đồng hồ từ Georg Jensen. Ngày hôm sau, họ đã có buổi chụp hình chân dung hóa thân thành những người nổi tiếng khác nhau.
| Thí sinh | Người nổi tiếng sẽ hóa thân |
| -------- | --------------------------- |
| Daniel   | David Bowie                 |
| Malle    | Mick Jagger                 |
| Mark     | Marilyn Manson              |
| Thea     | Coco Chanel                 |
| Thomas   | Liza Minnelli               |

Vào buổi đánh giá ngày tiếp theo, Thomas là thí sinh tiếp theo bị loại còn Mark & Thea rơi vào cuối bảng, Cecilie thông báo rằng Mark là người có tấm ảnh đẹp nhất tuần còn Thea sẽ là thí sinh tiếp theo bị loại.
- Nhiếp ảnh gia: Sune Czajkowski
- Khách mời đặc biệt: David Andersen, Dean Cleary Patterson, Lene Sand, Søren Sand, Oliver Bjerrehuus

### Tập 10
Khởi chiếu: 4 tháng 11 năm 2015
3 thí sinh còn lại đã có một buổi nói chuyện với Cecilie trước khi bất ngờ được được gặp lại người thân của mình tại căn hộ. Ngày hôm sau, họ đã có buổi chụp hình cuối cùng cho ảnh bìa tạp chí Cover. Sau đó, họ đã có một buổi nói chuyện với Jesper tại quản lí người mẫu Unique Models. Quay về căn hộ, họ đã có một buổi tập catwalk với Claudia Sorrentino.
Ngày tiếp theo, họ đã thu dọn đồ đạc để rời khỏi căn hộ trước khi được gặp lại những thí sinh bị loại trước đó để bước vào buổi trình diễn thời trang cuối cùng trong phòng đánh giá. Vào buổi đánh giá cuối cùng, Mark là người đầu tiên bị loại, Malle trở thành á quân còn Daniel trở thành quán quân thứ sáu của Danmarks Næste Topmodel.
- Nhiếp ảnh gia: Rasmus Skousen
- Khách mời đặc biệt: Sarah Kildevæld-Madsen, Malene Malling, Claudia Sorrentino

## Kết quả
| 1  | Daniel  | CAO  | AT   | AT   | AT   | AT   | AT   | AT   | AT   | THẮNG |  |  |  |  |  |  |  |  |  |  |  |
| 2  | Malle   | AT   | CAO  | AT   | AT   | AT   | AT   | CAO  | AT   | LOẠI  |  |  |  |  |  |  |  |  |  |  |  |
| 3  | Mark    | AT   | AT   | AT   | AT   | AT   | CAO  | THẤP | CAO  | LOẠI  |  |  |  |  |  |  |  |  |  |  |  |
| 4  | Thea    | AT   | AT   | AT   | CAO  | AT   | AT   | AT   | LOẠI |       |  |  |  |  |  |  |  |  |  |  |  |
| 5  | Thomas  | AT   | AT   | CAO  | AT   | AT   | AT   | AT   | LOẠI |       |  |  |  |  |  |  |  |  |  |  |  |
| 6  | Helene  | AT   | AT   | AT   | THẤP | AT   | THẤP | LOẠI |      |       |  |  |  |  |  |  |  |  |  |  |  |
| 7  | Kenni   | AT   | THẤP | AT   | AT   | THẤP | LOẠI |      |      |       |  |  |  |  |  |  |  |  |  |  |  |
| 8  | Lukas   | AT   | THẤP | THẤP | AT   | LOẠI |      |      |      |       |  |  |  |  |  |  |  |  |  |  |  |
| 9  | Simone  | AT   | AT   | AT   | LOẠI |      |      |      |      |       |  |  |  |  |  |  |  |  |  |  |  |
| 10 | Sultan  | THẤP | AT   | LOẠI |      |      |      |      |      |       |  |  |  |  |  |  |  |  |  |  |  |
| 11 | Julia   | AT   | AT   | LOẠI |      |      |      |      |      |       |  |  |  |  |  |  |  |  |  |  |  |
| 12 | Gustav  | AT   | LOẠI |      |      |      |      |      |      |       |  |  |  |  |  |  |  |  |  |  |  |
| 13 | Kamilla | LOẠI |      |      |      |      |      |      |      |       |  |  |  |  |  |  |  |  |  |  |  |

     Thí sinh an toàn
     Thí sinh có tấm ảnh đẹp nhất
     Thí sinh có nguy cơ bị loại
     Thí sinh bị loại
     Thí sinh có tấm ảnh đẹp nhất nhưng bị loại
     Thí sinh chiến thắng cuộc thi
- Tập 1 là tập casting. 18 thí sinh bán kết đã giảm xuống thành top 16 sau vòng phỏng vấn. Các thí sinh còn lại tham gia buổi chụp hình trước khi buổi loại trừ cuối cùng đã diễn ra tại phòng đánh giá với 13 thí sinh còn lại di chuyển vào ngôi nhà người mẫu.
- Tập 5 cho thấy Thea & Malle được gọi chung với nhau nhưng Thea nhận được bức ảnh đẹp nhất trong tuần. Mark & Kenni cũng được gọi chuyển tiếp với nhau.
- Trong tập 6, Lukas đã giành được bức ảnh đẹp nhất của tuần nhưng đã bị loại vì phần thể hiện kém của anh ấy trong buổi chụp ảnh.

### Buổi chụp hình
- Tập 1: Vẻ đẹp tự nhiên (casting)
- Tập 2: Vận động viên thể thao
- Tập 3: Vũ công disco lấy cảm hứng từ phim Saturday Night Fever
- Tập 4: Ảnh trắng đen cặp đôi trên bãi biển
- Tập 5: Thời trang nổi loạn trên đường
- Tập 6: Thủy thủ trên thuyền
- Tập 7: Video ca nhạc: Sig mit navn - Oliver Kesi
- Tập 8: Nhà thơ dắt chó
- Tập 9: Ảnh chân dung người nổi tiếng
- Tập 10: Ảnh bìa tạp chí Cover